# Kongói DK labdarúgó-bajnokság (első osztály)
A Linafoot a Kongói Demokratikus Köztársaság 1958-ban alapított labdarúgó-bajnokságának legfelsőbb osztálya.

## Története
1918-ban írták ki az első labdarúgó rendezvényt (Kongó-Léopoldville bajnokság) az országban, amely a fővárosi régió Léopoldville (később Kinshasa) csapataira épült. Léopoldville együttesei 1923-ban csatlakoztak a Brazzaville-el közösen, 1950-ig megrendezett Stanley Pool bajnoksághoz.
1958-ban hozták létre az első és mindmáig működő országos ligát, melyet a két legnagyobb város (Kinshasa és Lubumbashi) csapatai uralnak. Rajtuk kívül csak Mbuji-Mayi (2), valamint Bilombe és Kananga (1-1) városa büszkélkedhet bajnoki trófeával.
2010-ben a Vodacom telekommunikációs vállalat  ötéves  szerződést kötött a ligával, ezért a bajnokságot átnevezték Vodacom Super League névre.

## Bajnoki rendszer
A sorozat 28 csapat részvételével zajlik. Az ország három régiójára osztják el a csapatokat, akik két mérkőzést játszanak egymással. A második körben a csoportok legjobb 12 helyezettje vesz részt és szintén két mérkőzést játszva mindenkivel döntik el a bajnoki cím sorsát.
Mindhárom csoport utolsó két helyezettje kiesik a másodosztályba.
A bajnok és a második helyezett, a Bajnokok Ligájában, míg a harmadik helyezett a Konföderációs kupában vehet részt.

## Rekordok
Legnagyobb nézőszám: 2013-ban a DC Motema Pembe-AS Vita Club mérkőzést 80.000 szurkoló tekintette meg a Kinshasában található Mártírok Stadionjában.

## A 2015-ös bajnokság résztvevői
| Csapat            | Város      | Alapítás | Stadion                 | Kapacitás |
| ----------------- | ---------- | -------- | ----------------------- | --------- |
| AC Capaco         | Beni       | -        | -                       | -         |
| AS Bantous        | Lubumbashi | 1961     | Frédéric Kibassa Maliba | 35 000    |
| AS Dauphin Noirs  | Goma       | -        | Stade des Volcans       | 9 000     |
| CS Don Bosco      | Lubumbashi | 1948     | Stade TP Mazembe        | 18 500    |
| TC Elima          | Matadi     | -        | Stade Socol             | 10 000    |
| JS Groupe Bazano  | Lubumbashi | -        | -                       | -         |
| Racing Kinshasa   | Kinshasa   | 2002     | Mártírok Stadionja      | 80 000    |
| Lubumbashi Sport  | Lubumbashi | 1929     | Frédéric Kibassa Maliba | 35 000    |
| AS Makiso         | Kisangani  | -        | Stade Lumumba           | 20 000    |
| TP Mazembe        | Lubumbashi | 1939     | Stade TP Mazembe        | 18 500    |
| MK Etanchéité     | Kinshasa   | 1995     | Mártírok Stadionja      | 80 000    |
| DC Motema Pembe   | Kinshasa   | 1936     | Stade Tata Raphaël      | 50 000    |
| Olympic Muungano  | Bukavu     | -        | Stade de la Concorde    | 10 000    |
| AS Nika           | Kisangani  | 1955     | Stade Lumumba           | 20 000    |
| SC Rojolu Lukaku  | Kinshasa   | -        | Mártírok Stadionja      | 80 000    |
| Saint Eloi Lupopo | Lubumbashi | 1939     | Frédéric Kibassa Maliba | 35 000    |
| SM Sanga Balende  | Mbuji-Mayi | 1961     | Stade Kashala Bonzola   | 25 000    |
| Sharks XI         | Kinshasa   | -        | Mártírok Stadionja      | 80 000    |
| US Tshinkunku     | Kananga    | -        | Jeunes de Katoka        | 10 000    |
| AS Vita Club      | Kinshasa   | 1935     | Mártírok Stadionja      | 80 000    |

## Az eddigi bajnokok
Korábbi győztesek sorrendben 
| - 1958 : Saint Eloi Lupopo (Lubumbashi) - 1963 : Imana (Kinshasa) - 1964 : Imana (Kinshasa) - 1965 : AS Dragons (Kinshasa) - 1966 : Englebert (Lubumbashi) - 1967 : Englebert (Lubumbashi) - 1968 : Saint Eloi Lupopo (Lubumbashi) - 1969 : TP Mazembe (Lubumbashi) - 1970 : AS Vita Club (Kinshasa) - 1971 : AS Vita Club (Kinshasa) - 1972 : AS Vita Club (Kinshasa) - 1973 : AS Vita Club (Kinshasa) - 1974 : Imana (Kinshasa) - 1975 : AS Vita Club (Kinshasa) - 1976 : TP Mazembe (Lubumbashi) - 1977 : AS Vita Club (Kinshasa) - 1978 : Imana (Kinshasa) - 1979 : Bilima (Kinshasa) - 1980 : AS Vita Club (Kinshasa) | - 1981 : Saint Eloi Lupopo (Lubumbashi) - 1982 : Bilima (Kinshasa) - 1983 : SM Sanga Balende (Mbuji-Mayi) - 1984 : Bilima (Kinshasa) - 1985 : US Tshinkunku (Kananga) - 1986 : Saint Eloi Lupopo (Lubumbashi) - 1987 : TP Mazembe (Lubumbashi) - 1988 : AS Vita Club (Kinshasa) - 1989 : DC Motema Pembe (Kinshasa) - 1990 : Saint Eloi Lupopo (Lubumbashi) - 1991 : SCOM Mikishi (Lubumbashi) - 1992 : US Bilombe (Bilombe) - 1993 : AS Vita Club (Kinshasa) - 1994 : DC Motema Pembe (Kinshasa) - 1995 : AS Bantous (Mbuji Mayi) - 1996 : DC Motema Pembe (Kinshasa) - 1997 : AS Vita Club (Kinshasa) - 1998 : DC Motema Pembe (Kinshasa) - 1999 : DC Motema Pembe (Kinshasa) | - 2000 : TP Mazembe (Lubumbashi) - 2001 : TP Mazembe (Lubumbashi) - 2002 : Saint Eloi Lupopo (Lubumbashi) - 2003 : AS Vita Club (Kinshasa) - 2004 : DC Motema Pembe (Kinshasa) - 2005 : DC Motema Pembe (Kinshasa) - 2006 : TP Mazembe (Lubumbashi) - 2007 : TP Mazembe (Lubumbashi) - 2008 : DC Motema Pembe (Kinshasa) - 2009 : TP Mazembe (Lubumbashi) - 2010 : AS Vita Club (Kinshasa) - 2011 : TP Mazembe (Lubumbashi) - 2012 : TP Mazembe (Lubumbashi) - 2013 : TP Mazembe (Lubumbashi) - 2014 : TP Mazembe (Lubumbashi) - 2015 : AS Vita Club (Lubumbashi) - 2016 : TP Mazembe (Lubumbashi) - 2017 : TP Mazembe (Lubumbashi) - 2018 : AS Vita Club (Lubumbashi) - 2019 : TP Mazembe (Lubumbashi) - 2020 : TP Mazembe (Lubumbashi) - 2021 : AS Vita Club (Lubumbashi) - 2022 : TP Mazembe (Lubumbashi) |

## Bajnoki címek eloszlása
| Klub                             | Város      | Bajnoki címek | Utolsó |
| -------------------------------- | ---------- | ------------- | ------ |
| TP Mazembe (korábban Engelbert)  | Lubumbashi | 19            | 2022   |
| AS Vita Club                     | Kinshasa   | 15            | 2021   |
| DC Motema Pembe (korábban Imana) | Kinshasa   | 12            | 2008   |
| Saint Eloi Lupopo                | Lubumbashi | 6             | 2002   |
| AS Dragons (korábban Bilima)     | Kinshasa   | 4             | 1982   |
| SCOM Mikishi                     | Lubumbashi | 1             | 1991   |
| AS Bantous                       | Mbuji-Mayi | 1             | 1995   |
| US Bilombe                       | Bilombe    | 1             | 1992   |
| SM Sanga Balende                 | Mbuji-Mayi | 1             | 1983   |
| US Tshinkunku                    | Kananga    | 1             | 1985   |